# Rainer Fetting
Rainer Fetting est un peintre et sculpteur allemand, né en 1949 à Wilhelmshaven en Allemagne. 
Avec Helmut Middendorf, Salomé et Bernd Zimmer, il cofonde la galerie  Am Moritzplatz en vue de faire connaître leurs œuvres. Il travaille entre New York et Berlin.

## Expositions
- L'éloge de la peinture - James Brown, Rainer Fetting, Gérard Garouste, Per Kirkeby, Patrick Lanneau, Serge Plagnol, Musée d'art de Toulon, juillet-octobre 1983.